# Môn Sơn
Môn Sơn là một xã thuộc tỉnh Nghệ An, Việt Nam. Xã được hình thành trên cơ sở sáp nhập xã Lục Dạ và xã Môn Sơn của huyện Con Cuông trong đợt Sáp nhập tỉnh thành Việt Nam 2025.

## Địa lý
Xã Môn Sơn có vị trí địa lý:
- Phía Đông giáp xã Anh Sơn và xã Vĩnh Tường;
- Phía Nam giáp nước CHDCND Lào;
- Phía Tây giáp xã Châu Khê;
- Phía Bắc giáp xã Con Cuông.

Xã Môn Sơn có diện tích tự nhiên 529,42 km².

## Hành chính và tên gọi
Xã Môn Sơn được thành lập theo Nghị quyết số 1678/NQ-UBTVQH15 của Ủy ban Thường vụ Quốc hội Việt Nam, ban hành ngày 16 tháng 6 năm 2025. Theo đó, sắp xếp toàn bộ diện tích tự nhiên, quy mô dân số của xã Lục Dạ và xã Môn Sơn thuộc huyện Con Cuông trước đây thành một xã mới có tên gọi là xã Môn Sơn.
Trước đó, theo Đề án sắp xếp đơn vị hành chính cấp xã tỉnh Nghệ An, xã này là xã Con Cuông 2.
Sau sắp xếp xã có diện tích tự nhiên: 529,42 km², quy mô dân số: 18.836 người.